# 프리텐디언

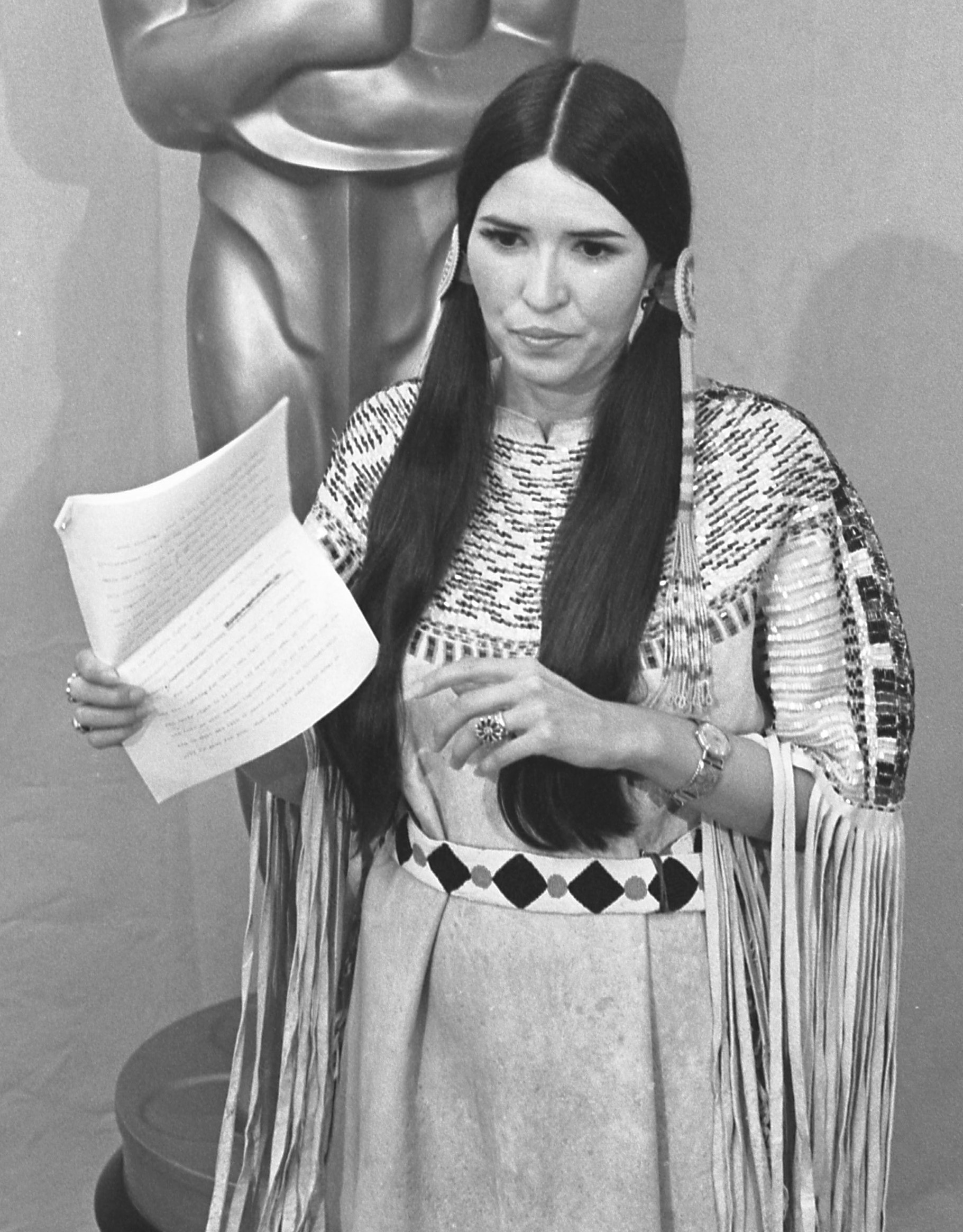
배우 서신 리틀페더는 원주민 민권운동가로 활동했으나, 그 자신은 진짜 원주민이 아니었다.

프리텐디언(Pretendian)이란 pretend와 Indian의 합성어로, 자신이 북미 원주민 혈통이라고 주장하지만 그것이 사실이 아닌 사람들을 말한다. 프리텐디언은 문화적 전유의 극단적 형태로 여겨지며, 특히 진짜 원주민이 아니면서 원주민들을 대표하거나 대변하겠다고 나설 경우 큰 논란이 된다.
프리텐디언은 1960년대 이후 크게 늘어났는데, 다양한 이유가 있지만 인디언 절멸정책이 끝나고 원주민의 부족주권이 인정되면서 북미 원주민 문화에 관한 관심이 살아난 것과 때를 같이한다. 이 당시 백인들이 심취한 히피 문화와 뉴에이지 문화에서는 원주민 문화를 주류 문화에 대한 대안으로서 접근 가능한 영적인 문화로 마케팅했다. 진짜 원주민들은 이에 반발하여 1990년 인디언예술공예법을 통과시켜 미국 국내에서 원주민 예술 및 공예품에 대한 허위광고나 부당표시를 금지하게 만들었다.
원주민들은 이 문제를 매우 민감하고 심각하게 받아들이지만 북미 주류 사회와 언론은 이에 관해 크게 무지하며, 최근까지도 그러하다. 2000년대 이후 이 문제가 주류 언론에서 조명되기 시작하면서 프리텐디언 문제가 널리 인식되기 시작했다.

## 사례

### 학계
- 워드 처칠(1947년 - ):[11][12][13] –  민족학 교수, 정치운동가. 처칠의 경력과 활동은 원주민 정체성을 기반으로 구축된 것이었으나 어느 부족에서도 그의 혈통을 인정하지 않았고 원주민 조상이 있었다는 증거도 없었다.
- 레이첼 돌레찰(1977년 - ):[14][15] –  돌레찰은 흑인 혈통을 주장했던 것으로 논란이 되었지만, 그 전에는 원주민 혈통도 주장하였고 자신이 티피에서 태어나 활과 화살로 사냥하며 자랐다고 주장했다.[15][16][17]
- 엘리자베스 후버[18][19] – 캘리포니아 대학교 버클리 교수, 원주민 식량주권 활동가. 어릴 때 모호크 원주민으로서 원주민 문화 속에서 자랐다는 문서 증거가 있었다. 하지만 2023년 자신의 족보를 연구한 결과 자신은 진짜 원주민이 아니었다고 발표하고 사과했다. 당사자가 스스로 인정하고 사과한 드문 사례.
- 케이 르클레르(Kay LeClaire)[20][21][22] - 위스콘신 대학교에 입주한 “원주민 퀴어 예술 타투 공간”을 운영한 인물. 니비와카미크웨(nibiiwakamigkwe)[22]라는 원주민 이름을 짓고 스스로를 두 개의 영혼이라고 정체화했다. 르클레르는 학생들에게 식량주권, 원주민 퀴어 정체성, 문화적 전유의 위험성 등에 관한 유급 강의를 했으며, 실종 및 살해된 원주민 여성들에 관한 주립 태스크포스의 위원으로 활동하기도 했다. 사실이 밝혀진 뒤 르클레르는 사직했고 타투 공동체는 르클레르와 모든 연락을 끊고 사과했다.
- 수잔 타피 리드(Susan Taffe Reed)[23] –  다트머스 대학교 원주민 과정 학과장. 2015년 부족민들과 졸업생들에게 가짜 원주민이라고 고발당한 뒤 해고되었다.[24]
- 안드레아 리 스미스[2] –  스미스는 자신이 체로키족이라고 주장하며 학자이자 활동가로서 경력을 쌓았다. 체로키 부족민들과 계보학자들이 스미스는 체로키 유산이나 시민권이 없다고 여러 차례 표명하였음에도 자기 주장을 철회하지 않았다.[25][26][27][28] 캘리포니아 대학교 리버사이드 민족학 교수로 재직하다 2024년 8월부로 해직되었다.[29]
- 메리 엘렌 터펠라폰드(1963년생)[30][31][32]  –  캐나다의 법학자, 판사. 2022년 CBC 뉴스에서 원주민 혈통 주장이 거짓임을 보도하였다.

### 연예계
- 켈시 차우(1991년생)[33] –  중국계 미국인 배우. 원주민 역할을 여러 번 맡았다. 자신이 동부 체로키(EBCI)의 후예라고 주장했으나,[34] EBCI에서는 그 주장을 부정하는 성명을 발표했다.[35][36][37]
- 모나 다크페더(1882년–1977년) - 원주민 역할을 많이 맡은 여배우. 실제로는 영국-스페인계였다.
- 치프 썬더클라우드(1899년–1955년) - 원주민 역할을 많이 맡은 남배우. 실제로는 멕시코계였다.
- 아이언 아이즈 코디(1904년–1999년)[38][39] –  1970년 미국을 아름답게에서 제작한 유명한 환경오염 공익광고 인디언의 눈물을 연기한 배우. 실제로는 시칠리아계이며, 본명은 에스페라 오스카 데 코르티(Espera Oscar de Corti). 그는 죽을 때까지 진짜 혈통을 부정하고 원주민으로 행세했다.
- 조니 뎁(1963년생)[40][41][42] –  자신이 머스코기족-체로키족 혼혈이라고 주장했고 2013년에는 영화 《론 레인저》에서 원주민 톤토로 캐스팅되었다. 하지만 족보에 대한 문서화된 증거가 없으며, 어느 부족의 시민권도 없다.[43] 원주민 지도자들은 조니 뎁을 “비(非)인디언”,[44][45] “프리텐디언”으로 간주하였다.[42][40][41] 《론 레인저》 프로모션 과정에서 코만치족 라돈나 해리스가 뎁을 명예 아들로 입양했지만 이것이 뎁이 어느 부족의 부족민이 되었음을 의미하지는 않는다.[46]
- 미셸 라티머 - 캔다ㅏ 여배우, 영화감독. 원주민 혈통을 주장하였으나 CBC,[47] 글로브 앤 메일,[48] 기타 언론들에서 이를 의문시하고 있다.[49]
- 서신 리틀페더(1946년–2022년)[50] –  제45회 아카데미상에서 대평원 인디언 복장을 입고 말론 브란도를 대신해 수상대에 올라가 원주민 권익 보호를 외친 여배우. 평생 자신을 아파치-야퀴족 혼혈이라고 주장했으나, 그의 자매들은 아버지가 스페인에서 멕시코를 거쳐 미국에 온 스페인계로서 조상 중에 멕시코 원주민이 없으며, 어머니는 프랑스-독일-네덜란드계라고 밝혔다.[51] 나바호족 작가이자 운동가인 재클린 킬러가 조사한 바에 따르면 서신 리틀페더는 미국의 어느 부족과도 연결되지 않는다.[51][52][50]
- 헤더 레이(1966년생)[53] –  자신이 체로키 혈통이라고 주장했다. 1996년부터 2001년까지 선댄스 연구원을 운영하면서 2008년 영화 프로즌 리버를 비롯해 원주민 경험에 관한 다수의 프로젝트를 프로듀싱했다.[54] 체로키 네이션에서는 레이가 자기 부족의 시민이 아니라고 발표했다.[53] 반사기 원주민 부족동맹에서 연구하여 발표한 바에 따르면 레이의 조상들은 모두 백인이고 원주민 조상은 없었다.[54]
- 버피 세인트 마리(1941년생) –  본명 베벌리 진 산타마리아(Beverly Jean Santamaria). 1963년부터 자신이 크리족의 후예이며 백인 양부모에게 입양되었다고 주장했다. 2023년 CBC 뉴스에서 출생증명서상 세인트마리가 사실 미국 메사추세츠주에서 태어난 이탈리아-잉글랜드계 백인이며, 양부모라는 사람들은 사실 친부모라는 것을 밝혔다.[55][56] 세인트마리는 자신은 원주민이고 입양되었다고 자기 어머니에게 들었다고 반박했지만,[57] 그의 친지들은 이와 모순되게 증언하였다. 이미 1964년부터 세인트마리의 삼촌은 그에게 “단 한 방울의 인디언 핏줄도 없다”고 주장했다.[58][55]

### 문학계
- 조지프 보이든(1966년생)[59][60][10] –  캐나다 소설가. 원주민 문화에 관한 글로 유명해졌으나 사실 아일랜드-스코틀랜드계였고 원주민 혈통은 입증하지 못하였다.
- 에이사 얼 카터(1925년–1979년)[61][62] –  포레스트 카터(Forrest Carter)라는 가명으로 체로키족 행세를 했다. 그는 원래 앨라배마주에서 활동한 쿠 클럭스 클랜 지도자였다. 조지 월리스의 악명높은 “인종분리는 어제도 오늘도 내일도 영원할 것”이라는 연설문을 써준 장본인이기도 하다. 정치계 진출을 꾀하다 실패하자 텍사스주로 이주하여 신원을 세탁하고 『무법자 조시 웨일스』, 『내 영혼이 따뜻했던 날들』 등의 베스트셀러를 저술했다.
- 그레이 아울(1888년–1938년)[7][63][64] –  잉글랜드계 캐나다인으로 본명은 아치볼드 스탠스필드 벨라니(Archibald Stansfeld Belaney). 작가이자 환경보호 운동가로 활동했다. 스코틀랜드-아파치 혼혈이라고 주장했으나 거짓이었음이 사후에 밝혀졌다.
- 록시 고든 - 미국 작가. 촉토-아시니보인 혼혈이라고 주장했으나 거짓이었던 것으로 밝혀졌다. 촉토 네이션 오브 오클라호마는 고든이 자기들 부족민이 아니라고 발표했다. 고든의 아들도 아버지의 주장을 부정했다.[65]
- 자메이크 하이워터(1931년–2001년)[66][67][68] –  미국의 작가, 언론인. 본명은 재키 마크스(Jackie Marks). 체로키로 행세하며 원주민 문화를 글감으로 삼았으나 사실 유대계 백인이었다.
- 치프 버팔로 차일드 롱 댄스(1890년–1932년)[69] –  흑인 작가 실베스터 클라크 롱(Sylvester Clark Long)의 페르소나. 블랙풋-체로키 혼혈이라고 주장했다.
- 치프 화이트 엘크(1888년-1944년) - 프랑스계 캐나다인 에드가 라플랑트(Edgar Laplante).

### 정치계
- 카야 존스(1984년생)[70] –  가수, 모델. “트럼프를 지지하는 전국 다양성 연합” 원주민 대표. 아파치라고 주장했으나 사실이 아니다.[70][71][72]
- 켈빈 엘비스 클라인 – 캐나다 매니토바주에서 활동하는 진보보수당 정치인. 메티스족의 후예라고 주장했으나 2023년 7월 31일 CBC 뉴스에서 거짓인 것으로 밝혀냈다.[73][74]
- 다니엘 스미스 – 캐나다 앨버타주 총리. 고조할머니가 눈물의 길 피해자였던 체로키였다고 주장했다. APTN 내셔널 뉴스에서 조사한 결과 증거가 없는 것으로 밝혀졌다.[75]
- 엘리자베스 워런(1949년생) –  미국의 상원의원. 어릴 적부터 가족들에게 체로키-델라웨어족 혼혈이라고 듣고 자라 그런 줄 믿고 그렇게 주장해왔다. DNA 검사로 입증할 수 있다는 영상 성명을 발표했으나, 체로키 네이션에서는 DNA 결과는 받지 않으며[76] 문서화된 족보만 증거로 인정한다고 물리쳤다.[19] 당시 체로키 네이션 국무장관 척 호스킨 주니어는 “DNA 검사로 체로키 네이션을 비롯하여 어느 부족과 연관될 수 있다는 주장은 부적절하고 틀렸다”는 성명을 발표했다.[77] 워런은 자신의 주장을 철회하고 사과했다.[78][79][80]